# Boylife (альбом)
Boylife — дебютный студийный альбом группы Lo-Fi-Fnk, выпущенный 24 июля  2006 года.

## Список композиций
1. «Boylife Intro» — 0:24
2. «City» — 3:44
3. «Adore» — 3:40
4. «Wake Up» — 3:53
5. «System» — 3:00
6. «What’s on Your Mind?» — 4:12
7. «Change Channel» — 3:19
8. «Steppin' Out» — 3:55
9. «Heartache» — 3:06
10. «Boylife» — 2:50
11. «The End» — 4:12